# Collectif d'artistes
 (mai 2024).
Un collectif d'artistes est un groupe d'artistes travaillant ensemble de leur propre initiative, le plus souvent sous leur propre direction, vers des objectifs communs.

## Organisation
Les objectifs d'un collectif d'artistes comprennent tout ce qui est pertinent ou presque, pour l'activité de chacun d'entre eux ; cela peut être de l'achat de matériaux en gros, du partage de matériel, de lieux ou de fournitures, le rapprochement d'idéologies partagées, d'approches esthétiques ou d'opinions politiques ou encore l'organisation d'une vie commune, notamment de travail, comme dans une famille élargie.
Le partage de la propriété — avec ses risques, ses avantages, ses statuts — est souvent implicite, contrairement à ce qui se passe dans des structures plus communes où la hiérarchie de la propriété est explicite, comme les sociétés.
Des collectifs d'artistes ont existé à toutes les époques historiques, souvent rassemblés autour d'un centre de ressources ; tel était le cas, par exemple, des ateliers de sculpture de l'Antiquité dans les carrières de marbre de Milos en Grèce ou de Carrare en Italie. 
Des collectifs se sont constitués pendant la révolution russe, parfois mis en place par l'État, ou sous la Révolution française lorsque le Louvre à Paris fut occupé par un collectif d'artistes.[réf. souhaitée]
Des collectifs d'artistes plus traditionnels ont plutôt tendance à être des petits groupes de deux à huit artistes qui produisent des travaux, soit en collaboration, soit individuellement, dans le but d'exposer ensemble dans des galeries ou dans des espaces publics.
Souvent, un collectif d'artistes entretient un espace collectif, avec des ateliers ou des studios, ou pour des expositions . Certains groupes plus récents, plus expérimentaux, comprennent des réseaux de volontaires bénévoles, des anonymes, des groupes cachés ou imbriqués, nichés, et des groupes non conventionnels ayant leur propre échelle de temps.
Les collectifs d'artistes peuvent se former pour diverses raisons :
- Des raisons économiques, pour gagner en pouvoir d'achat et partager les frais d'exposition ou de publicité.
- Des raisons politiques, pour augmenter la possibilité de lobbying après d'une infrastructure d'arts locale, ainsi que pour se rassembler derrière une cause ou une conviction.
- Des raisons professionnelles, pour développer la médiatisation du groupe, ce qui profite aux individus qui le composent, ou pour créer un lieu d'échange avec les conservateurs de musées et les commissaires d'expositions, afin qu'ils découvrent plus facilement d'éventuels talents.

Les collectifs d'artistes sont importants pour la pratique du métier d'artiste. En partie parce que ces groupes permettent une progression de l'intelligence collective grâce au croisement de plusieurs esprits créatifs et parfois aussi de plusieurs disciplines, et une émulsion collective des idées et des approches. Les collectifs ont aussi l'avantage d'augmenter la « richesse sociale » et donnent de multiples possibilités de mise en réseau.

## Source
- (en) Cet article est partiellement ou en totalité issu de l’article de Wikipédia en anglais intitulé « Artist collective » (voir la liste des auteurs).